# Godert de Ginkell, 1. Earl of Athlone

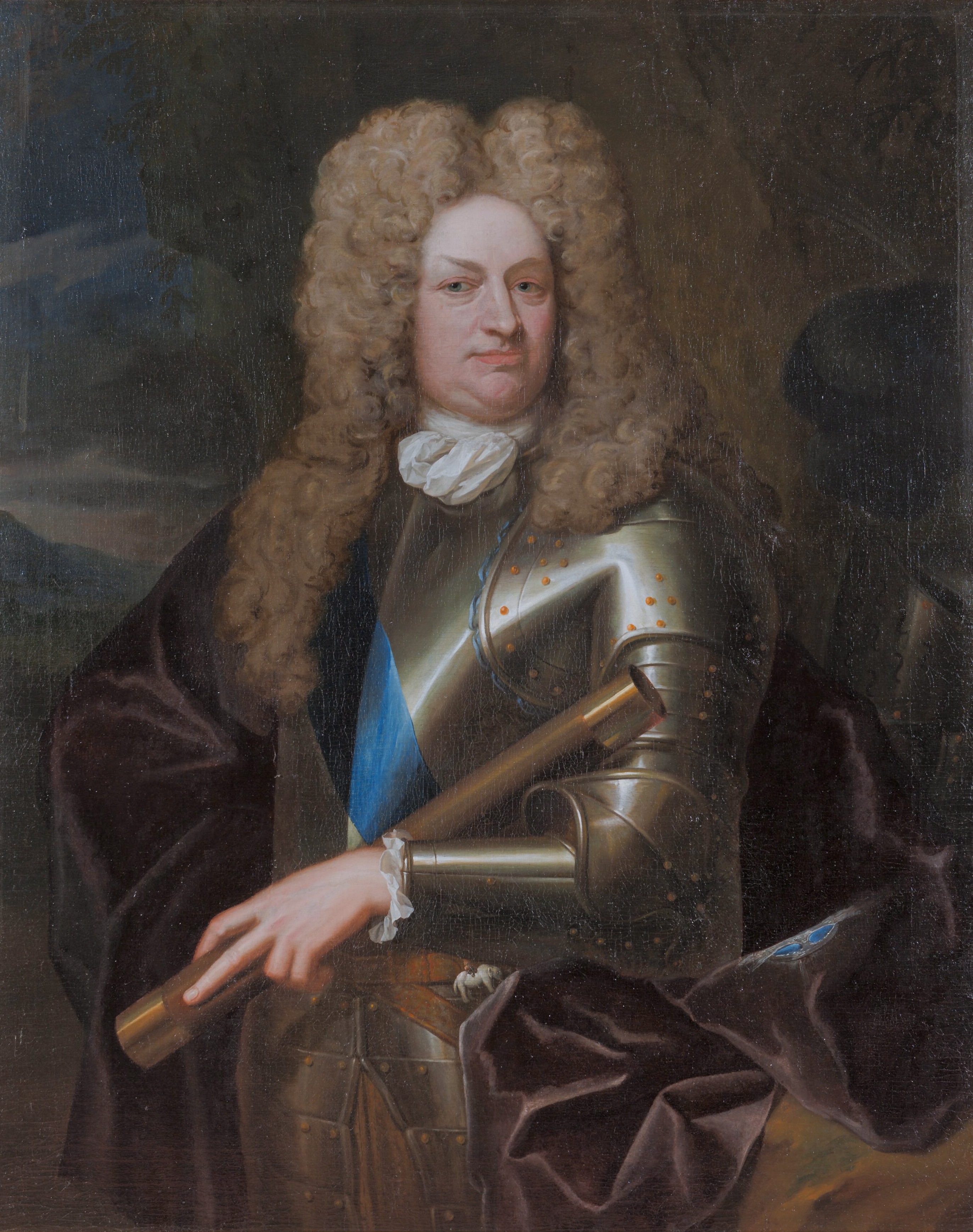
Godert de Ginkell

Godert de Ginkell, 1. Earl of Athlone, Baron van Reede, (auch Goddard von Ginkel, Godert de Ginkell oder Godard van Reede, * 4. Juni 1644 auf Schloss Amerongen in Utrechtse Heuvelrug; † 11. Februar 1703 in Utrecht) war ein niederländischer General in englischen Diensten.

## Leben

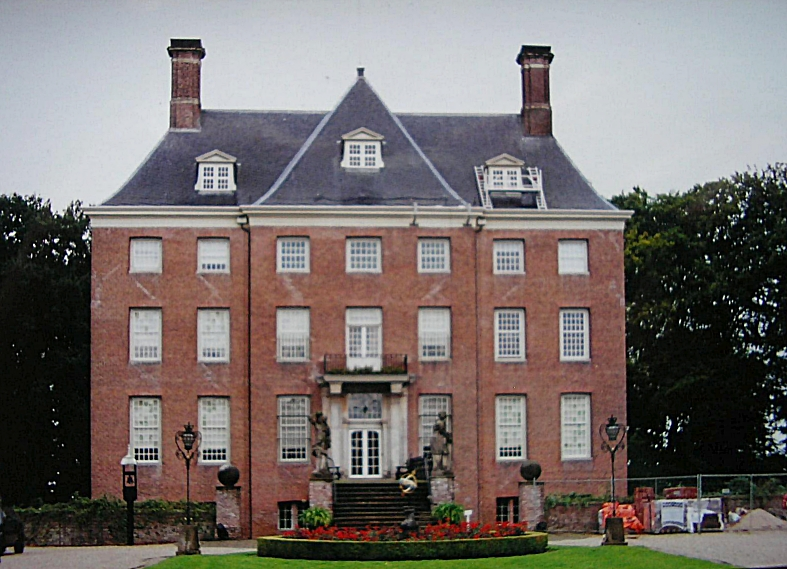
Schloss Amerongen, Familiensitz der Barone van Reede

Godert de Ginkell wurde als ältester Sohn des niederländischen Diplomaten, Godard Adriaan van Reede, Baron van Amerongen (1621–1691), geboren und trug den Titel Baron van Reede. Sein Großvater war der Staatsmann Godart van Reede. Seine Familie war der niederländische Zweig des ursprünglich westfälischen Rittergeschlechts Rhede von der Burg Rhede und besaß seit 1557 das Schloss Amerongen; nach dem zugehörigen Forstgut Ginkel wurde er benannt, zur Unterscheidung von anderen Goderts aus der Familie Reede. 
Schon als Kind trat er der niederländischen Kavallerie bei und bekam sein erstes Kommando im Alter von zwölf Jahren. 1688 begleitete er den Oranierprinzen William auf dessen Expedition nach England im Rahmen der Glorious Revolution, während der König Jakob II. von England gestürzt wurde. Im Jahr darauf zeichnete sich de Ginkell durch die Verfolgung, das Besiegen und Gefangennehmen eines schottischen Regiments aus, das zur Unterstützung von König Jakob in Ipswich gemeutert hatte und nach Norden über die Fens marschiert war. Aufgrund dieser Meuterei kam es 1689 zum ersten Mutiny Act, wonach Meuterei erstmals offiziell als Delikt bestraft werden konnte. Im Jahr darauf begleitete de Ginkell William, der inzwischen englischer König geworden war, nach Irland, um die dortigen franko-irischen Jakobiten zu bekämpfen. In der Schlacht am Boyne kommandierte er eine Einheit niederländischer Kavallerie. Als der König 1691 nach England zurückkehrte, vertraute er die weitere Kriegsführung in Irland General de Ginkell an.
De Ginkell installierte sein Hauptquartier in Mullingar. Unter ihm diente auch Henri de Massue, Marquis of Ruvigny, der anerkannte Anführer der hugenottischen Flüchtlinge aus Frankreich. Im Juni 1691 eroberten die Soldaten von de Ginkell die Festung von Ballymore und nahmen die komplette Garnison mit 1000 Männern gefangen; die Engländer verloren acht Mann im Kampf. Nach dem Wiederaufbau der Befestigungsanlagen von Ballymore marschierte die Armee nach Athlone, damals eine der wichtigsten befestigten Städte Irland und Schlüsselposition der jakobitischen Verteidigung, da dort der Shannon überbrückt wurde. Die irischen Verteidiger wurden von den angesehenen französischen General Charles Chalmont, Marquis de St. Ruth, kommandiert. Der Beschuss begann am 19. Juni, und am 30. Juni wurde die Stadt gestürmt.
Die irische Armee zog sich nach Galway zurück und nahm ihre nächste Verteidigungsstellung bei Aughrim ein. De Ginkells Truppen folgten ihn, und am 12. Juli 1691 kam es zur Schlacht von Aughrim, die die Engländer für sich entscheiden konnten. Der Marquis de St. Ruth fiel in der Schlacht, und seine Männer flohen; 4000 Soldaten der franco-irischen Armee fielen. Diese Schlacht bedeutete die Entscheidung in den kriegerischen Auseinandersetzungen zugunsten von König William. Galway kapitulierte, und seine Garnison zog sich nach Limerick zurück. Dort hatte der Vizekönig Tyrconnell zahlreiche Truppen unter seinem Kommando, doch er starb plötzlich im August, und das Kommando ging an Patrick Sarsfild und den Franzosen d’Usson. Von de Ginkell angeführt kamen weitere 20.000 Soldaten und begannen die erfolgreich Belagerung von Limerick, die wenige Tage später mit dem Vertrag von Limerick beendet wurde. Der Vertrag besiegelte das Ende des Krieges zwischen den Jakobiten und Wilhelm III. und bedeutete die Eroberung Irlands durch die Engländer.

Wappen der van Reede

De Ginkell wurde für seine Dienste großzügig gewürdigt und belohnt. Er erhielt den formalen Dank des House of Commons und wurde am 24. Februar 1692 als englischer Untertan naturalisiert und am 4. März 1692 vom König in der Peerage of Ireland zum erblichen Earl of Athlone und Baron Aghrim erhoben. Am 13. Oktober 1693 wurden ihm die riesigen Ländereien des William Dongan, 1. Earl of Limerick, die eingezogen worden waren, zugesprochen, allerdings wurde diese Zuteilung am 15. Dezember 1699 vom englischen Parlament zur großen Verärgerung des Königs rückgängig gemacht.
Der Earl diente weiterhin in der englischen Armee und begleitete den König 1693 auf den europäischen Kontinent. Er kämpfte 1693 mit bei der Schlacht bei Neerwinden, 1695 bei der Belagerung von Namur und war bei der Zerstörung der französischen Artilleriemagazine in Givet dabei. Im Spanischen Erbfolgekrieg folgte er 1702 dem Fürsten von Nassau-Usingen als Feldmarschall der niederländischen Armee und diente unter John Churchill, 1. Duke of Marlborough, dem Oberkommandeur der alliierten Truppen in den Low Countries (Niederlande, Belgien, Luxemburg).

## Ehe und Nachkommen
Am 26. August 1666 hatte er in Ellekom im Gelderland Urselina Philopota van Raesveld (1643–1721) geheiratet. Diese war die Tochter des Reinier van Raesveld, Herr von Middachten (1600–1650) und der Margaretha van Leefdael. Mit ihr hatte er zwei Söhne:
- Friedrich Christian de Ginkell (1668–1719), ⚭ Henrietta van Nassau de Zuylestein, Tochter des Willem Hendrik van Nassau-Zuylestein, 1. Earl of Rochford;
- Godard de Ginkell (1674–1730), ⚭ Maria van Nassau de Zuylestein, Tochter des Willem Hendrik van Nassau-Zuylestein, 1. Earl of Rochford.

Er starb am 11. Februar 1703 in Utrecht an Apoplexie und wurde in Amerongen begraben. Ihn beerbte sein ältester Sohn Friedrich als 2. Earl of Athlone, der ebenfalls als Soldat für William III. und Queen Anne diente. Mit dem Tod des 10. Earl of Athlone im Jahre 1844 starb die Linie aus. 1917 wurde der Titel wiederbelebt und an Alexander Cambridge, einen jüngeren Bruder von Queen Mary verliehen.